# NGC 6216
NGC 6216 (również NGC 6222, OCL 989 lub ESO 277-SC14) – gromada otwarta znajdująca się w gwiazdozbiorze Skorpiona. Odkrył ją James Dunlop 13 maja 1826 roku. Jest położona w odległości około 14 tys. lat świetlnych od Słońca.